# Sinularia deformis
Sinularia deformis is een zachte koraalsoort uit de familie Alcyoniidae. De koraalsoort komt uit het geslacht Sinularia. Sinularia deformis werd in 1969 voor het eerst wetenschappelijk beschreven door Tixier-Durivault. 